# Oberharzisch
Oberharzisch („ewerharzisch“) ist eine hochdeutsche Sprachvarietät aus dem Altkreis Osterode am Harz und dem Landkreis Goslar in Niedersachsen in Deutschland. Sie wird in einer Sprachinsel im Oberharz gesprochen, die vom Bergbau geprägt war. Ein großer Teil der Menschen, die in die Gegend einwanderten, stammte aus dem westlichen Erzgebirge. Zumindest früher war sie von einem Gebiet, in dem niedersächsisch gesprochen wurde, umgeben.